# Ulica Szeroka (Krakau)

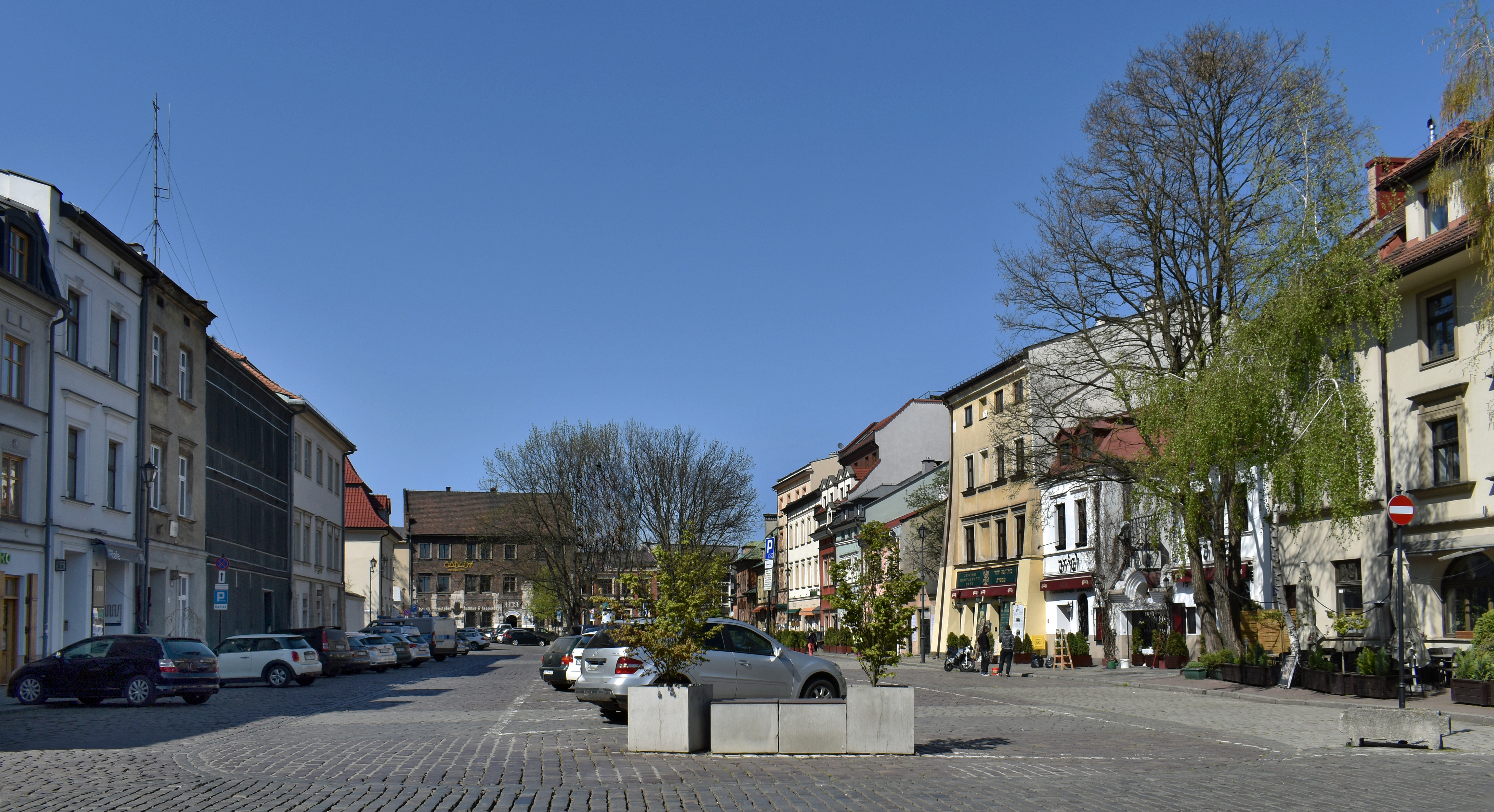
Szeroka in 2020

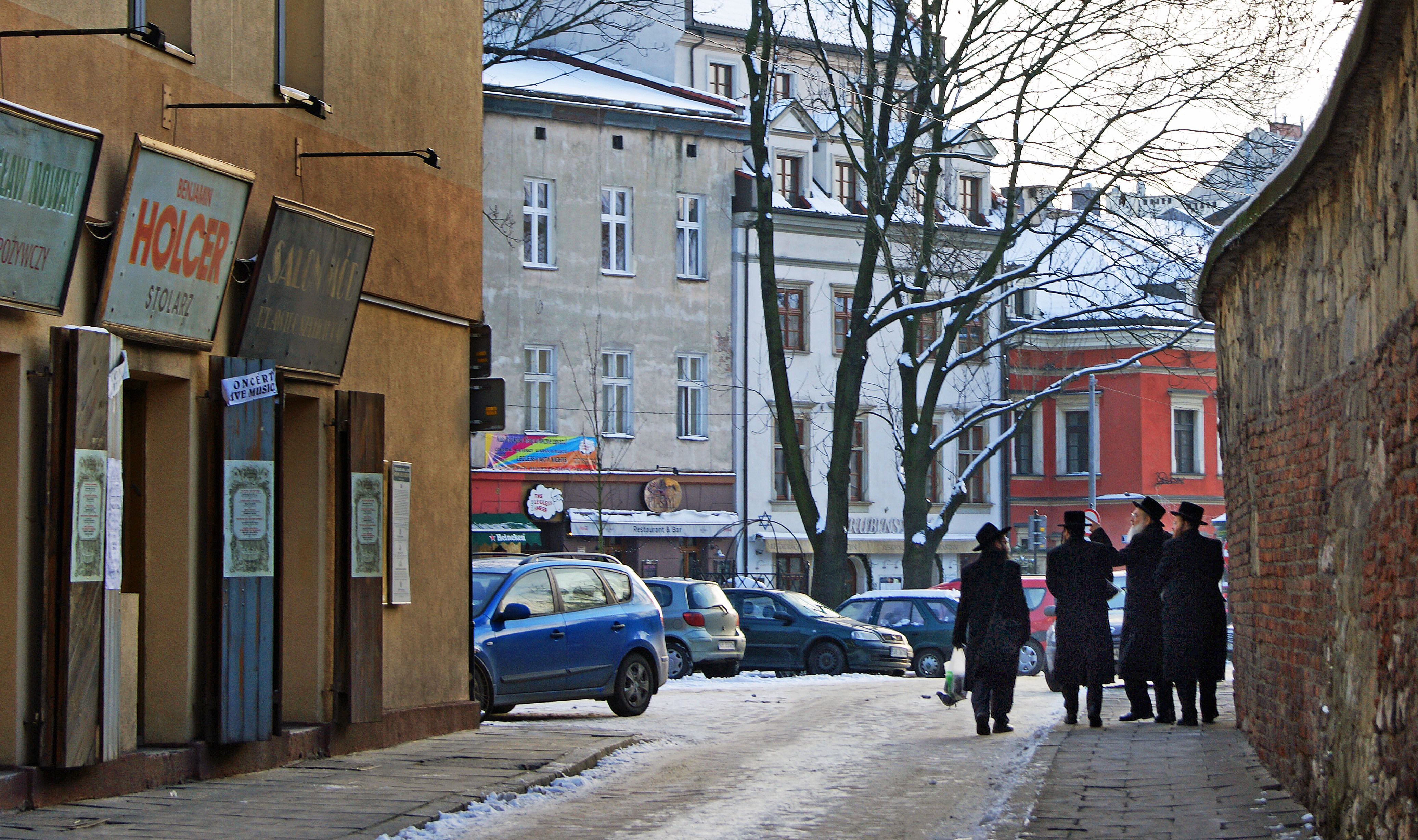
Szerokastraat in de winter

Ulica Szeroka of kortweg Szeroka, is een straat in de Krakause wijk Kazimierz. De naam van de straat betekent Brede Straat. De straat is eigenlijk te breed om een straat te heten maar te smal voor een plein.

## Geschiedenis
In de middeleeuwen was hier waarschijnlijk het dorpsplein van het dorp Bawół, die in 1340 opging in de nieuwe stad Kazimierz, gesticht door Casimir III. Op het dorpsplein was een veemarkt. Vanaf het eind van de 15e eeuw werd ul. Szeroka een centrum van joodse cultuur en religie. In de straat staan drie synagogen, waaronder de Oude Synagoge uit de 15e eeuw, een mikwe, een joodse begraafplaats en het 17e-eeuwse huis van de invloedrijke familie Landau (Dom Landauów of Kamienica Jordanów). Tijdens de Tweede Wereldoorlog werden de synagogen vernield, maar daarna heropgebouwd. In de straat vindt sinds 1988 jaarlijks het Joods Cultureel Festival plaats (Festiwal Kultury Żydowskiej).

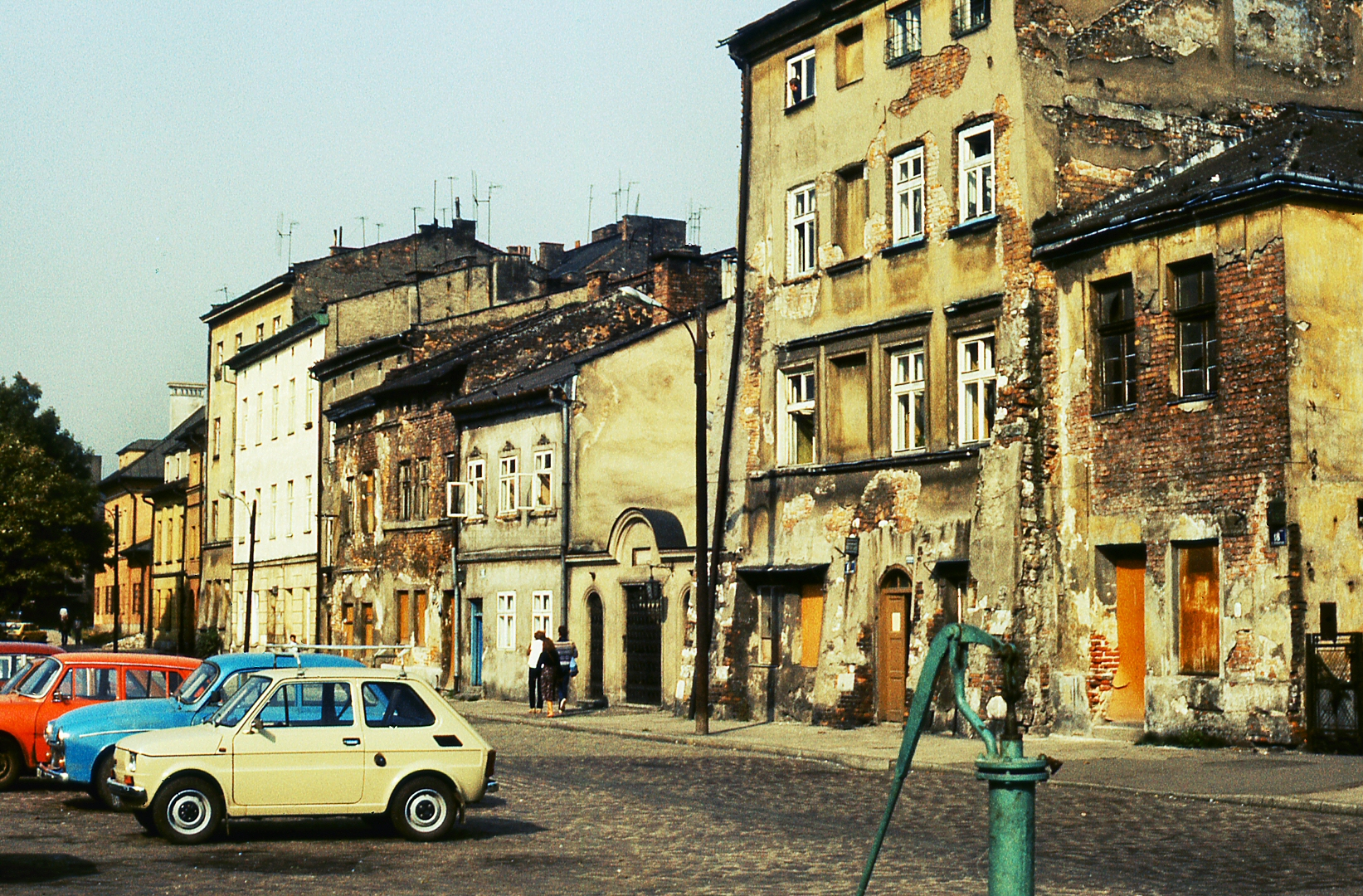
De oostkant van de straat. Jaar 1983.
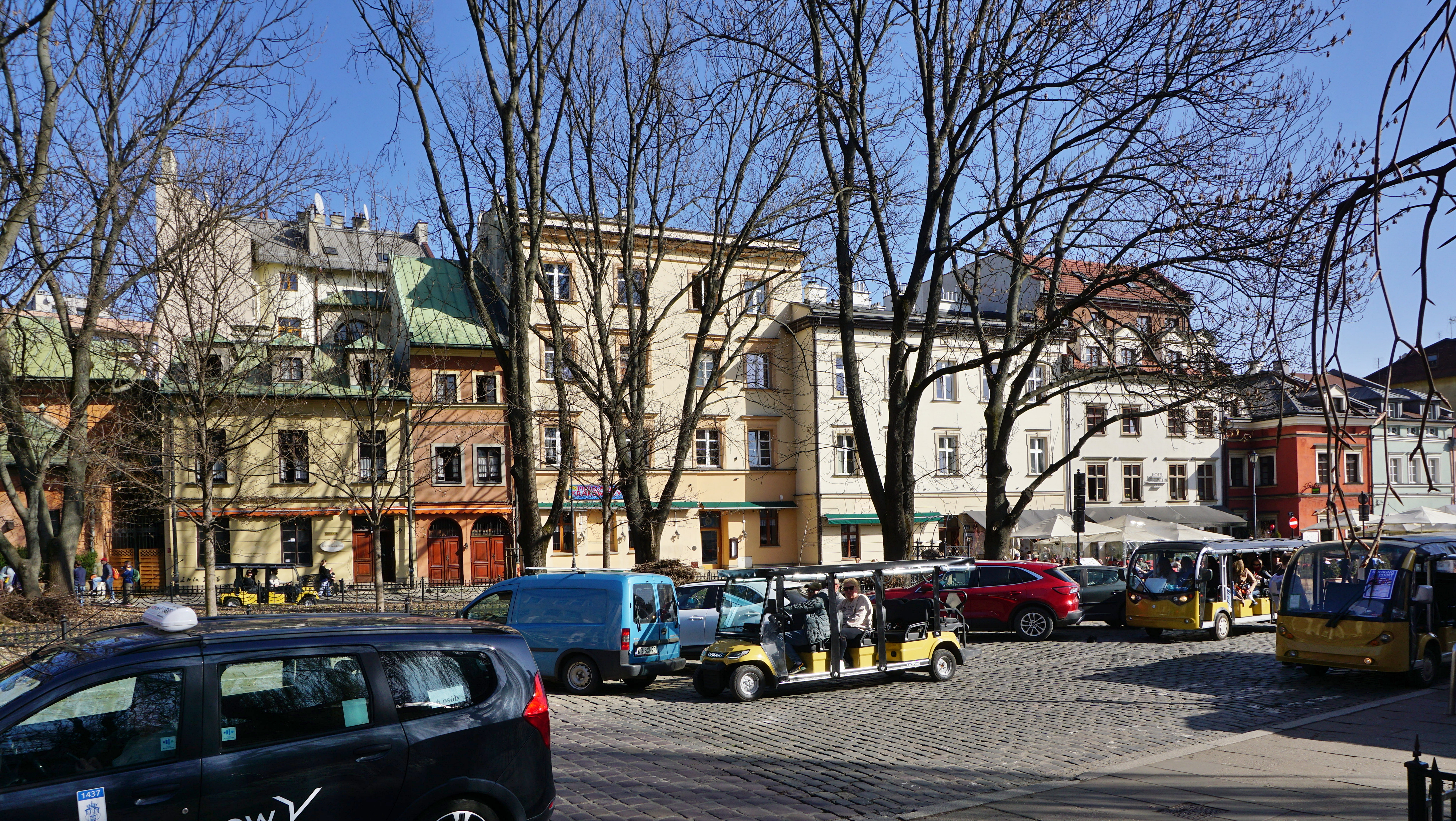
De oostkant van de straat. Jaar 2025.

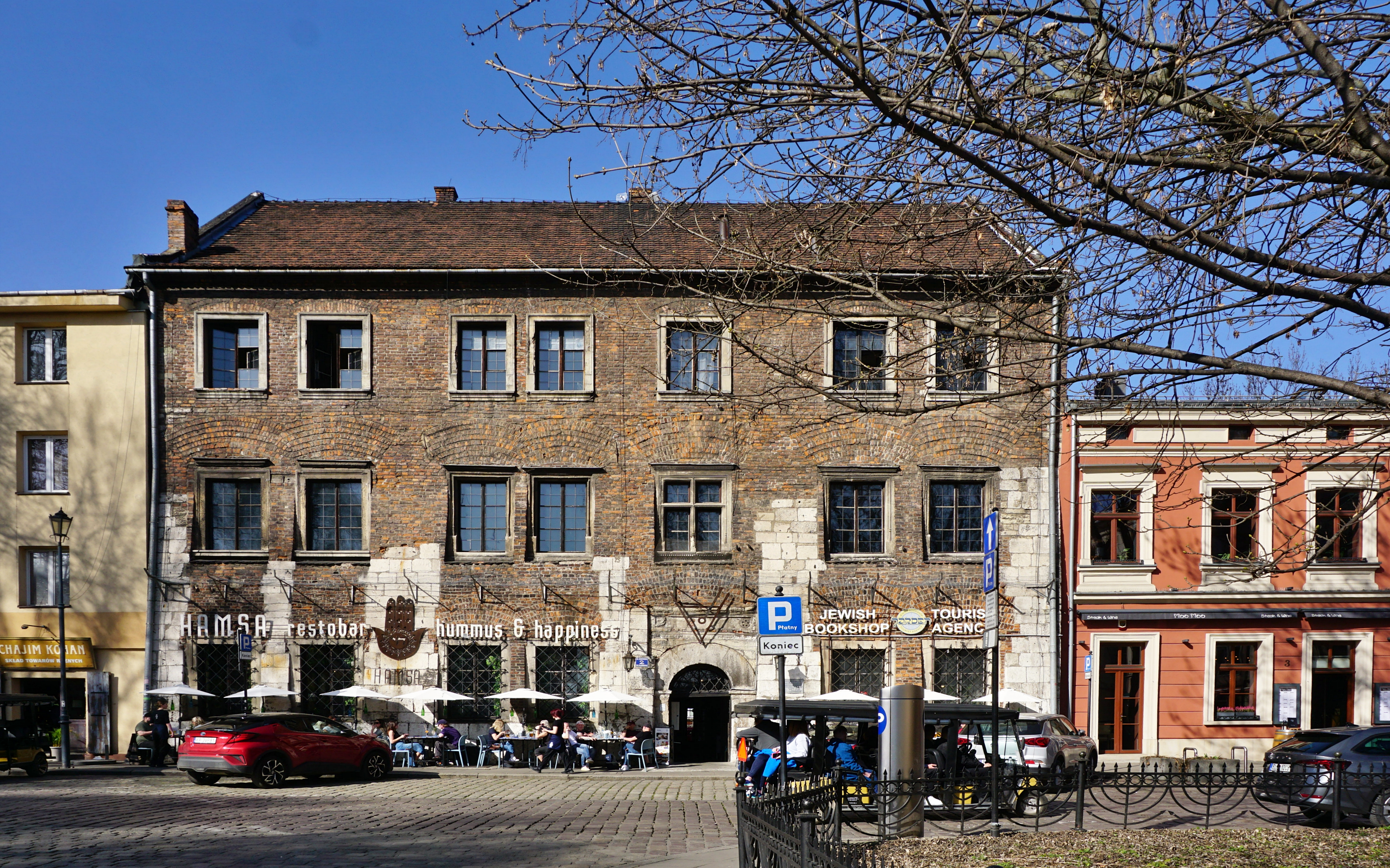
2 Szeroka straat (41 Miodowa straat) "Jordans" huis
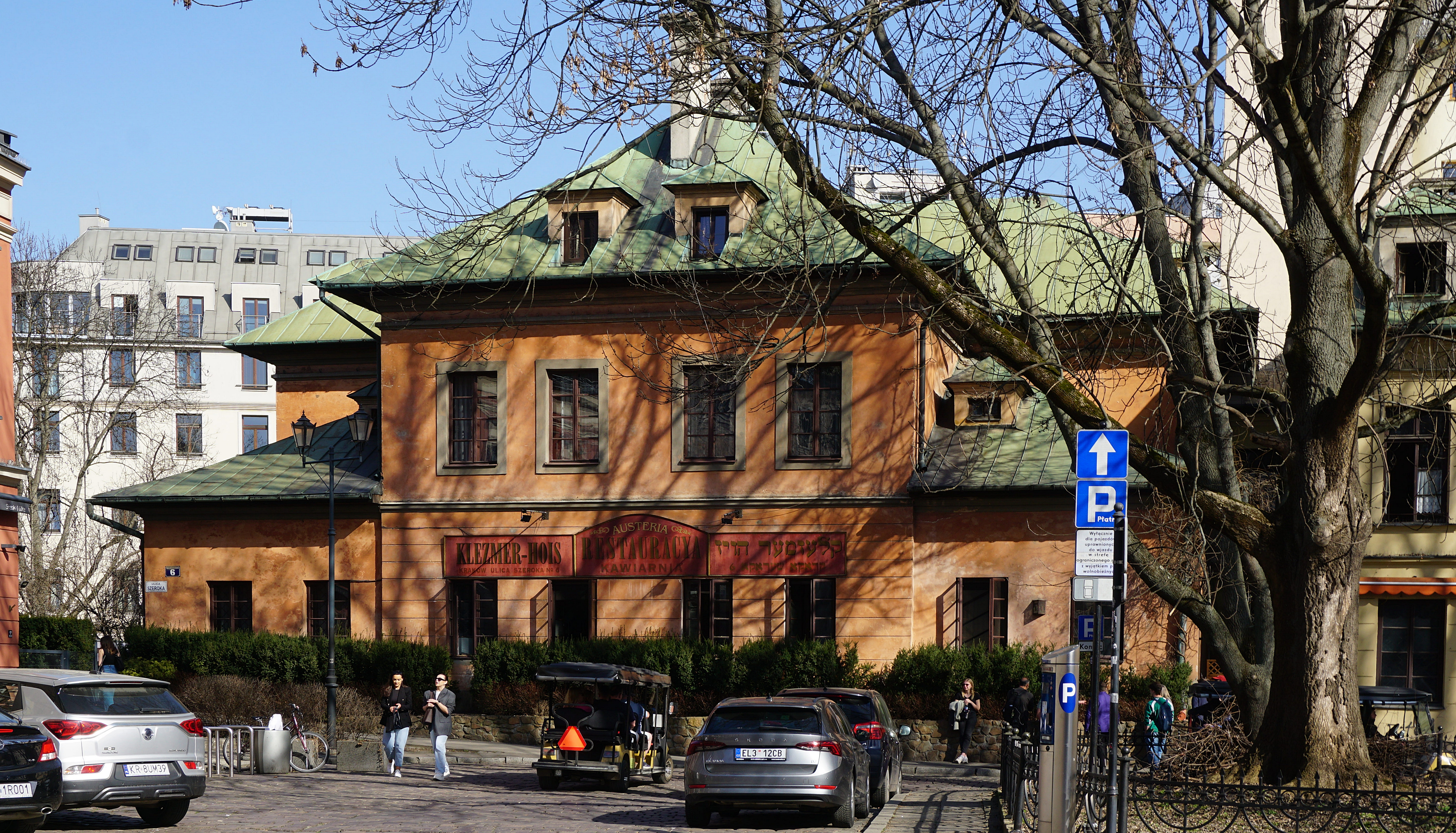
6 Szeroka straat Huurkazerne (1911)
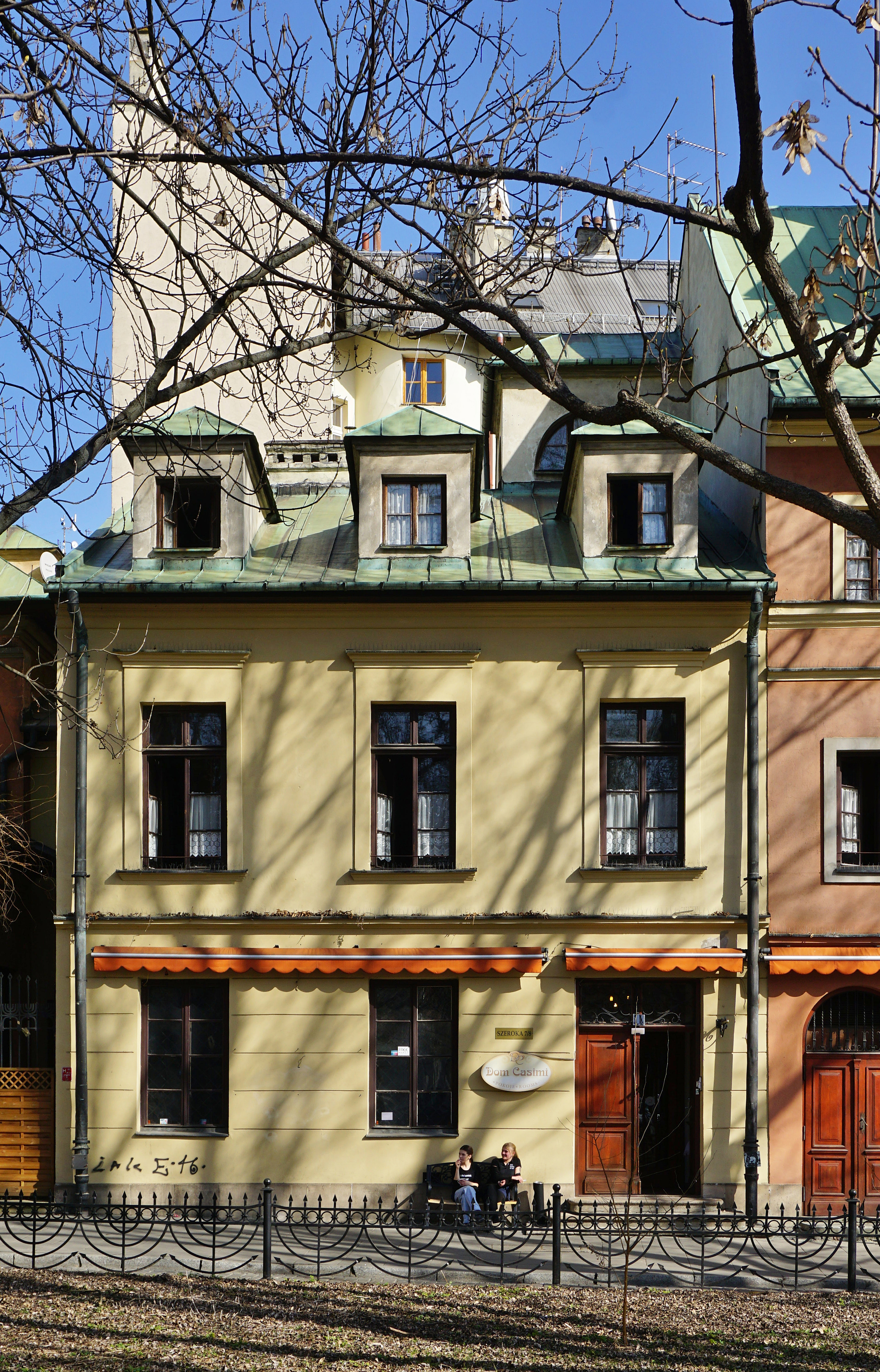
7 Szeroka straat Huurkazerne
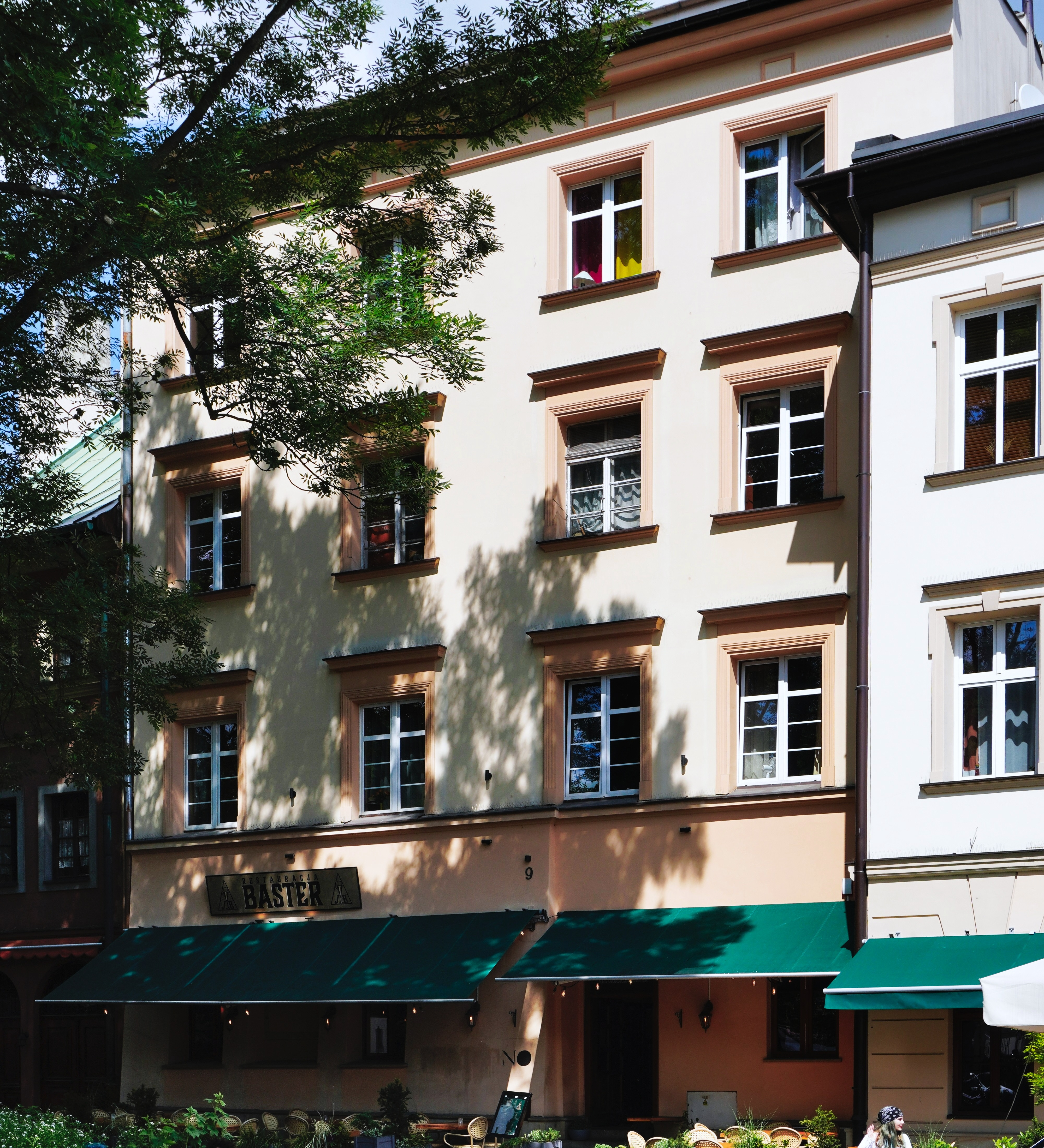
9 Szeroka straat Huurkazerne
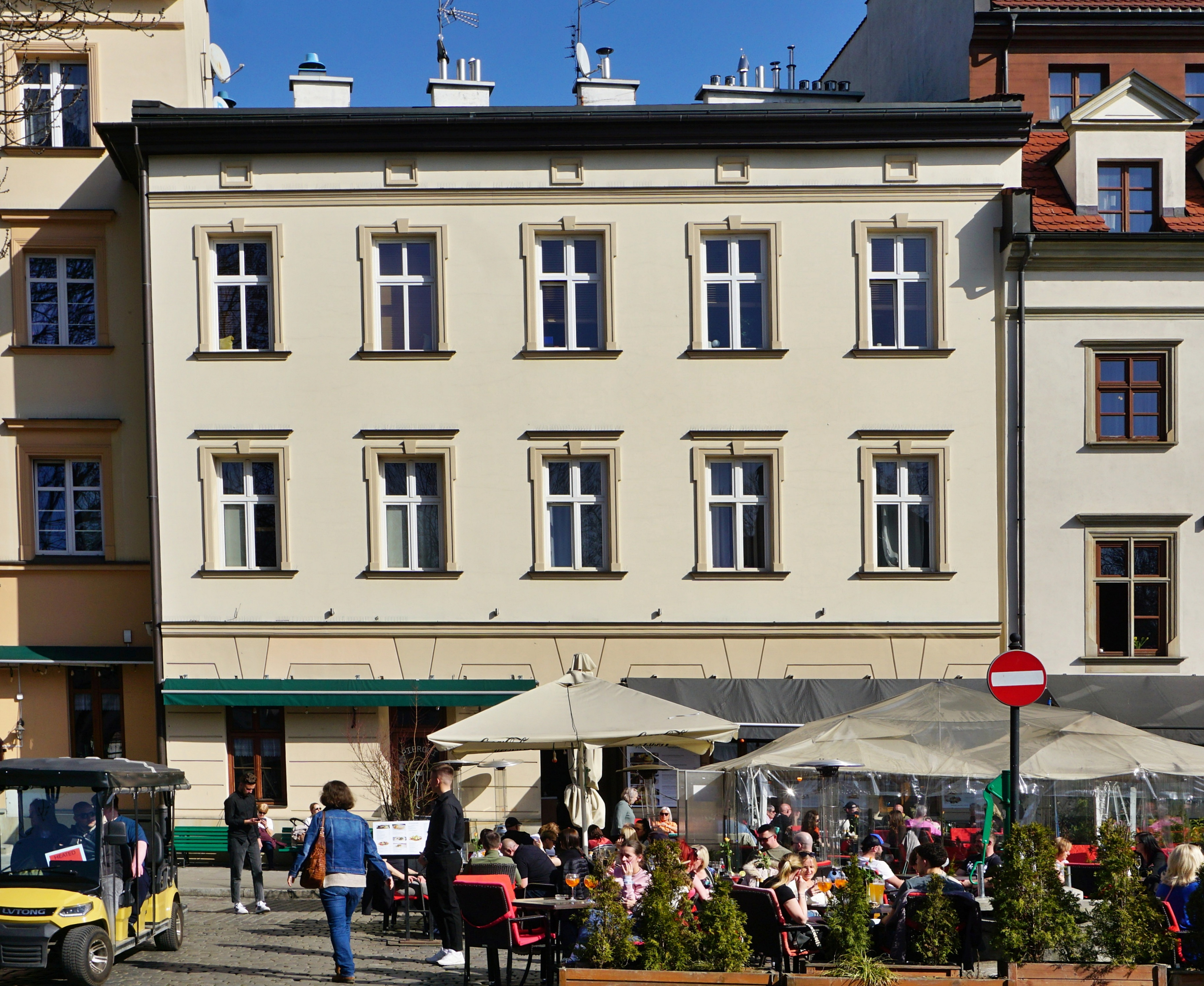
10 Szeroka straat Huurkazerne
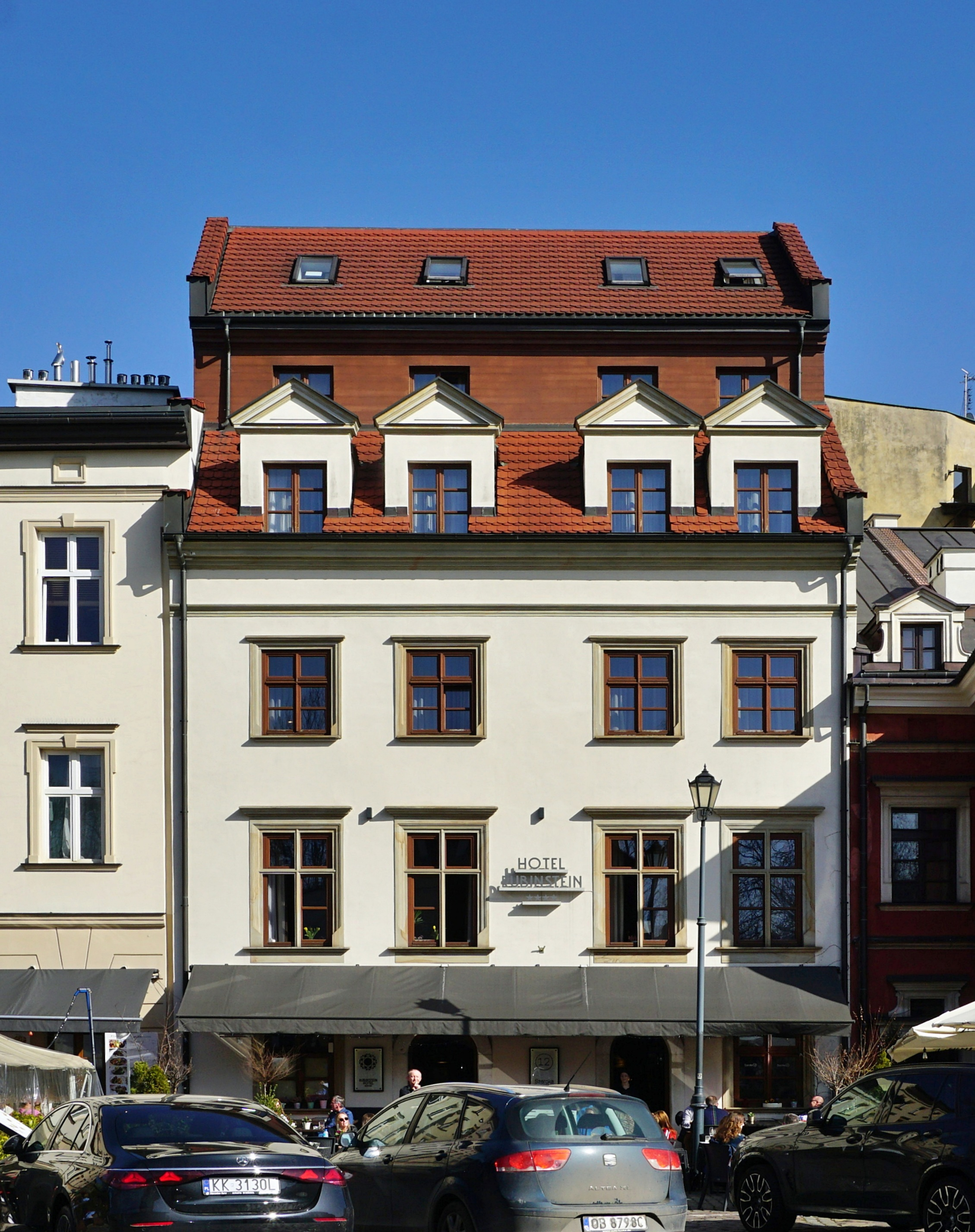
12 Szeroka straat Huurkazerne
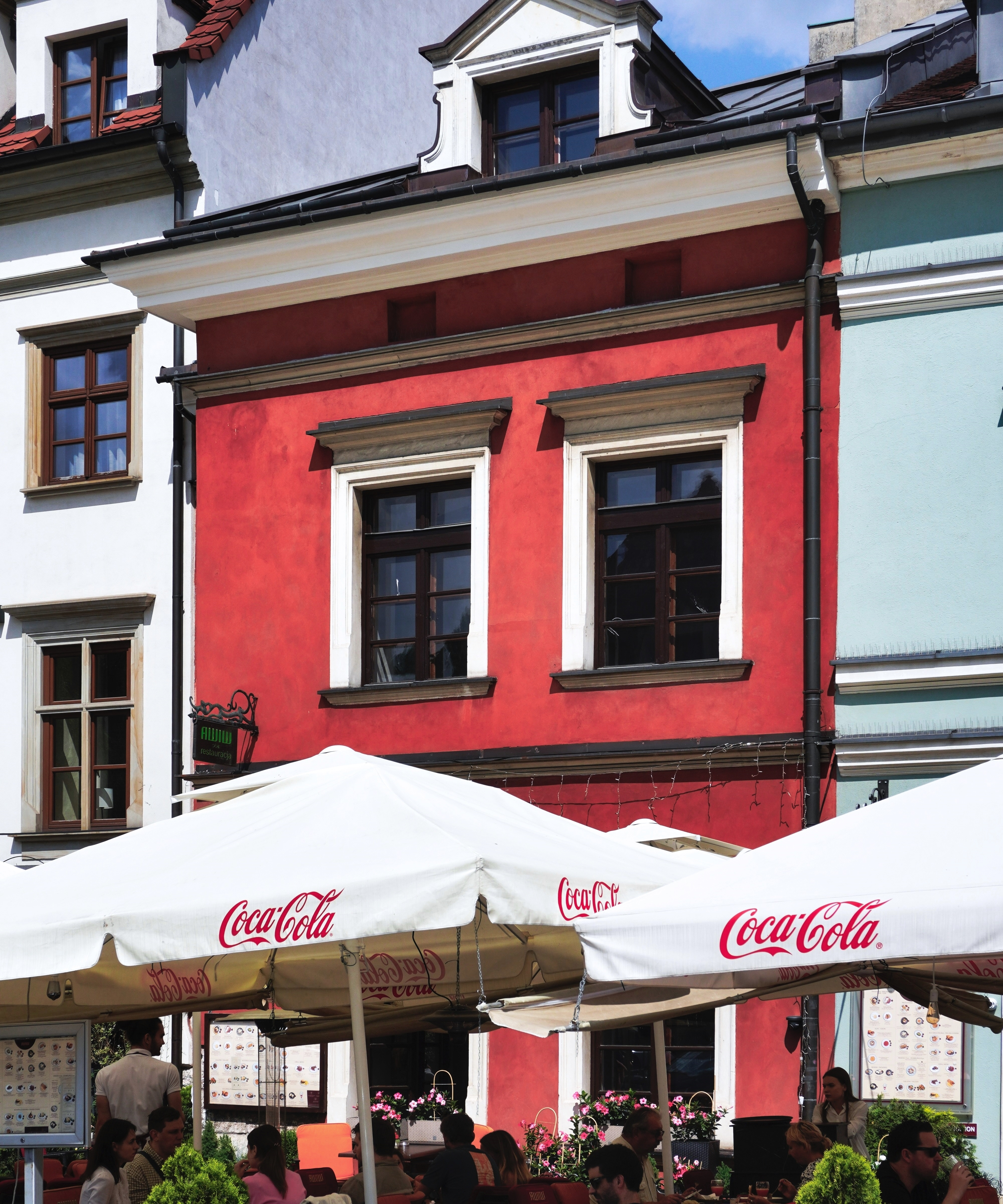
13 Szeroka straat Huurkazerne
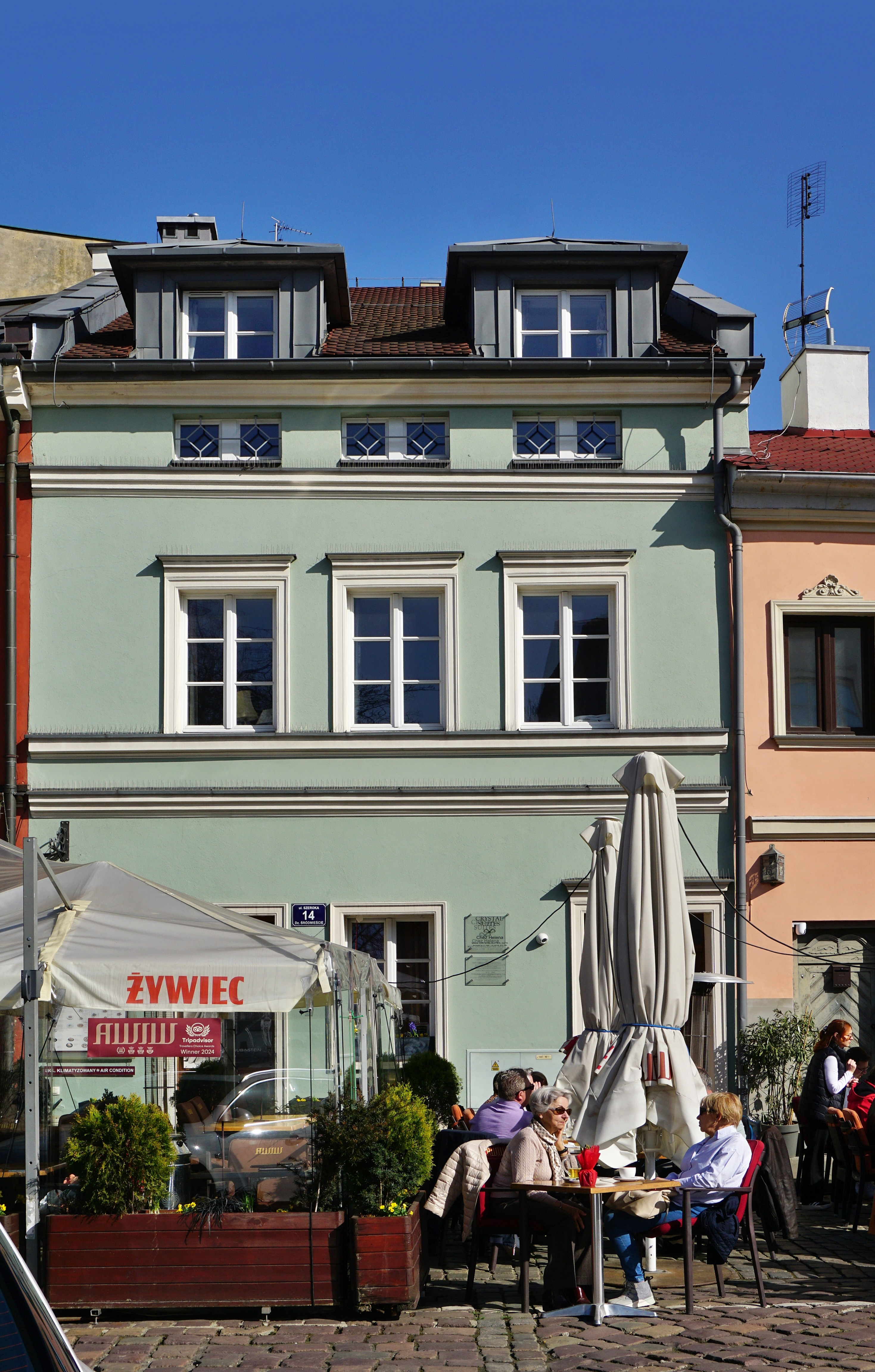
14 Szeroka straat Huurkazerne (1899)
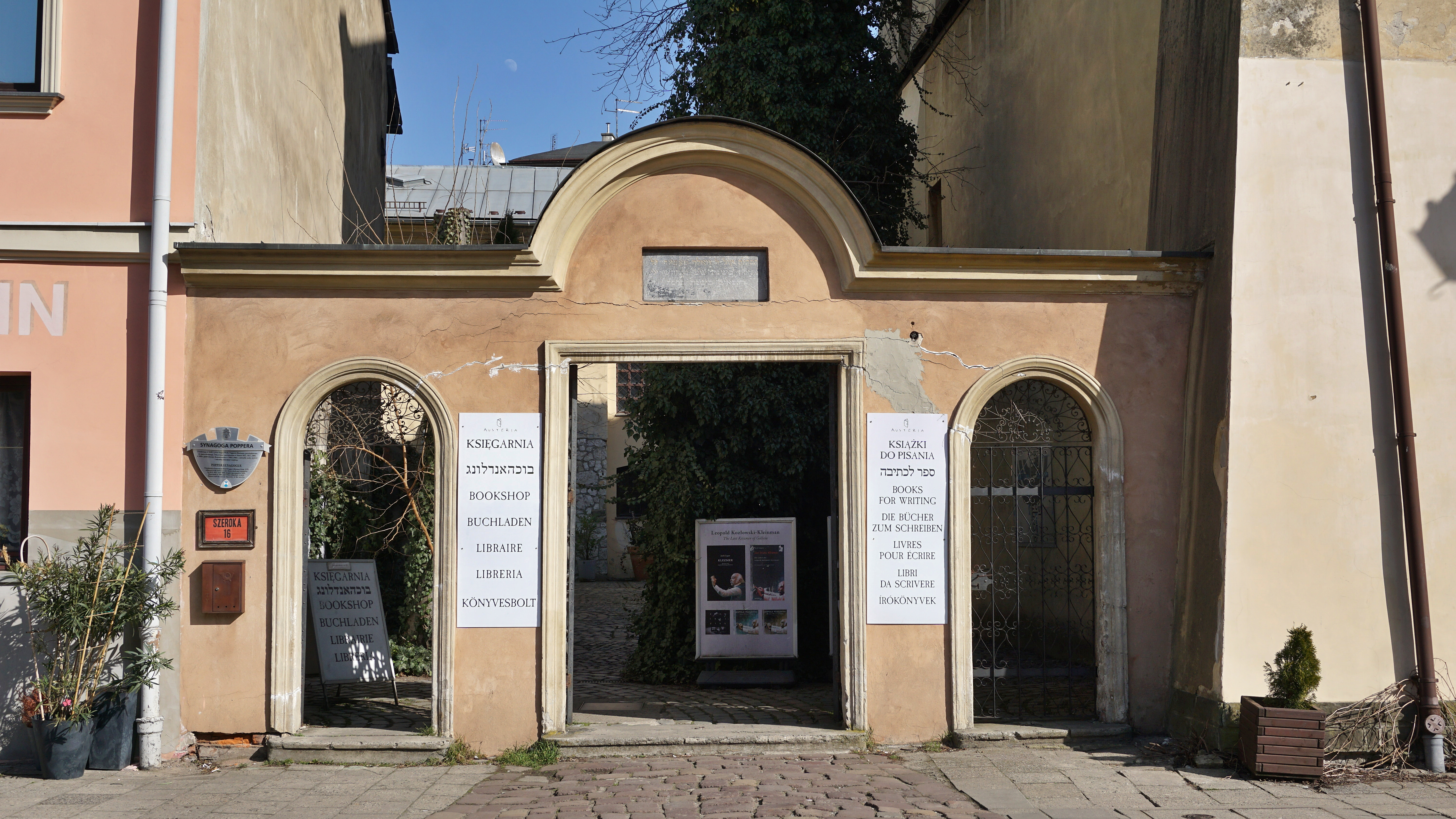
16 Szeroka Street Toegangspoort tot de Wolf Poppersynagoge
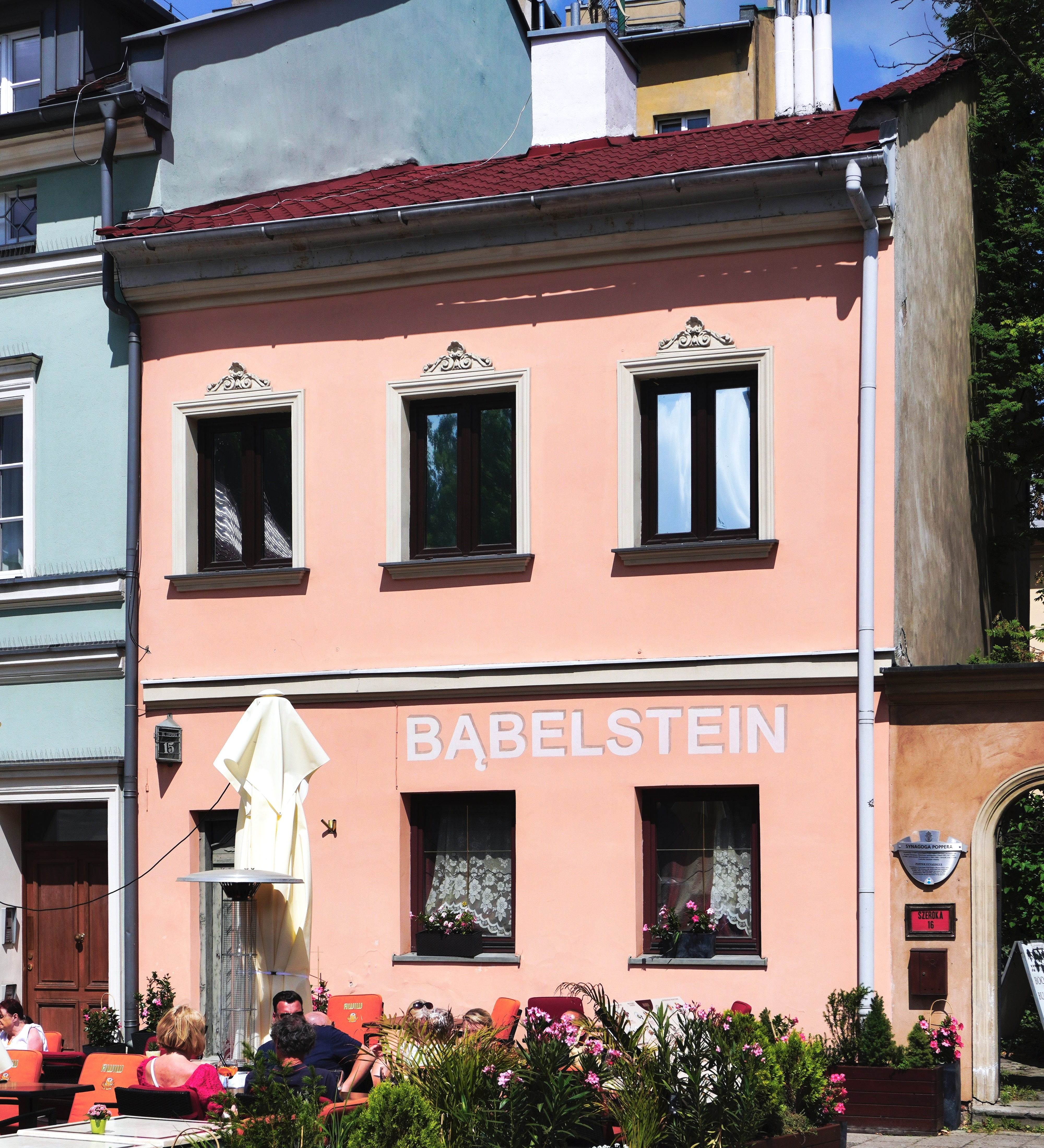
15 Szeroka straat Huurkazerne (1842)
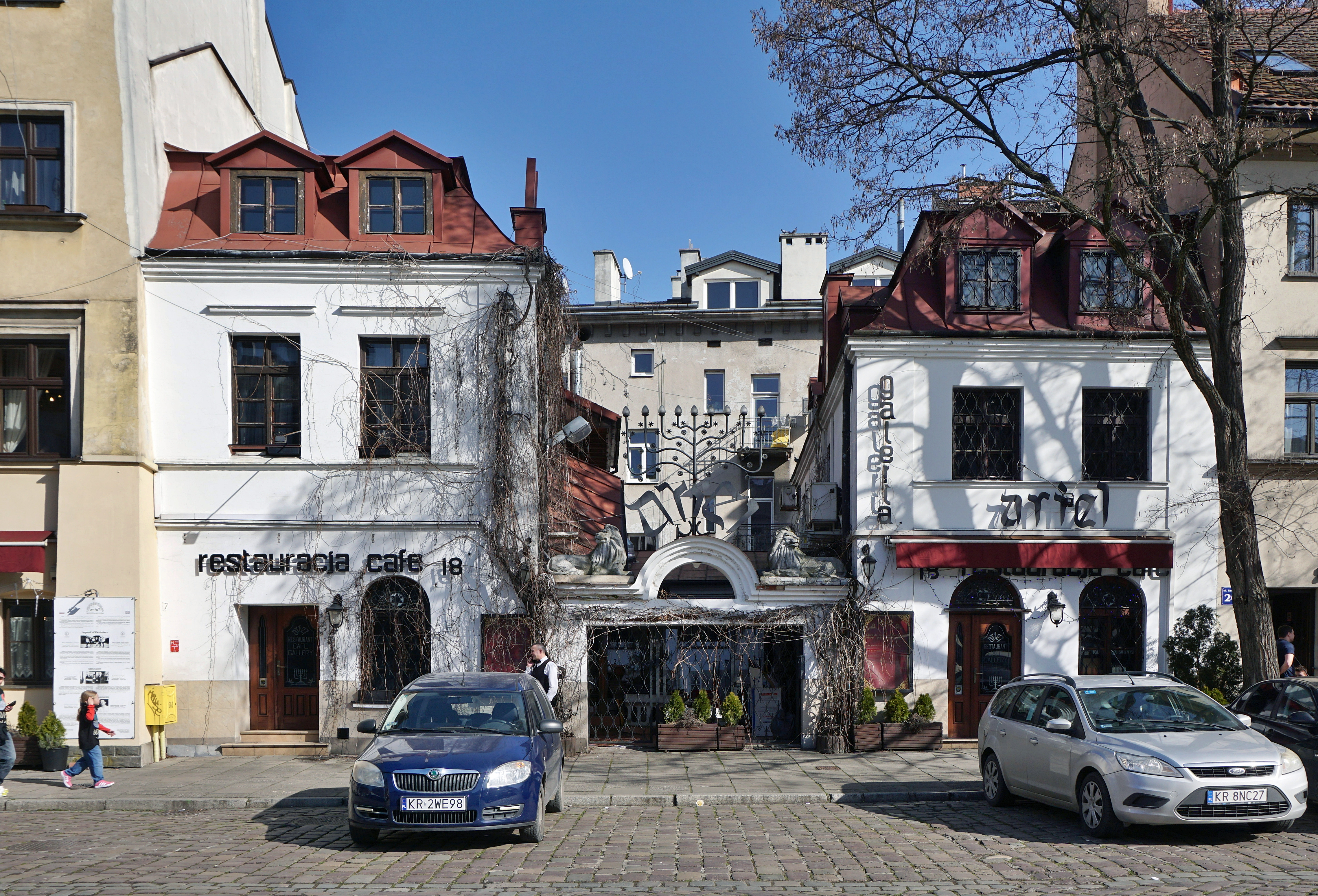
18 Szeroka straat Huurkazerne (1927, design. Zygmunt Prokesz)
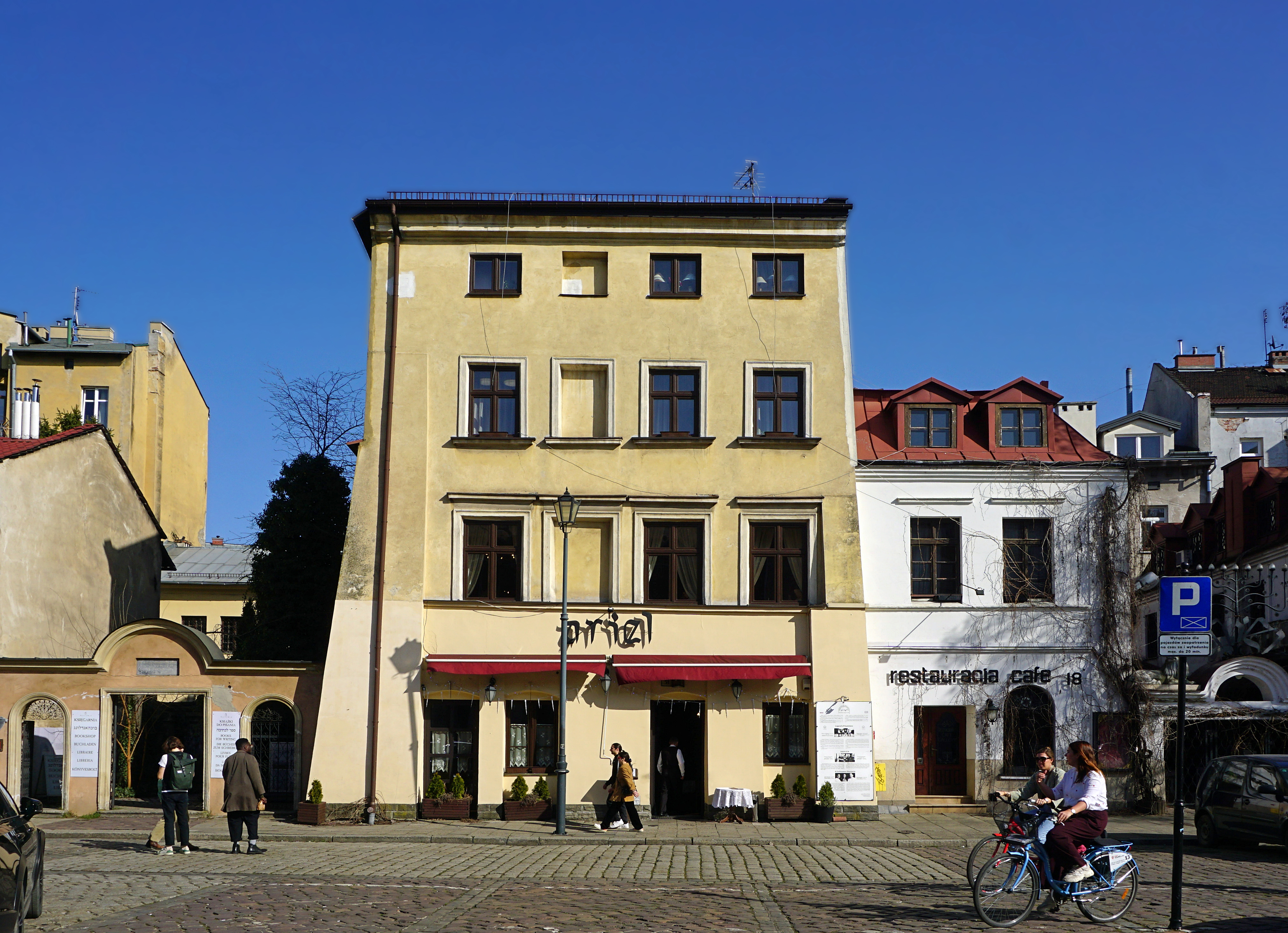
20 Szeroka straat Huurkazerne (1895)
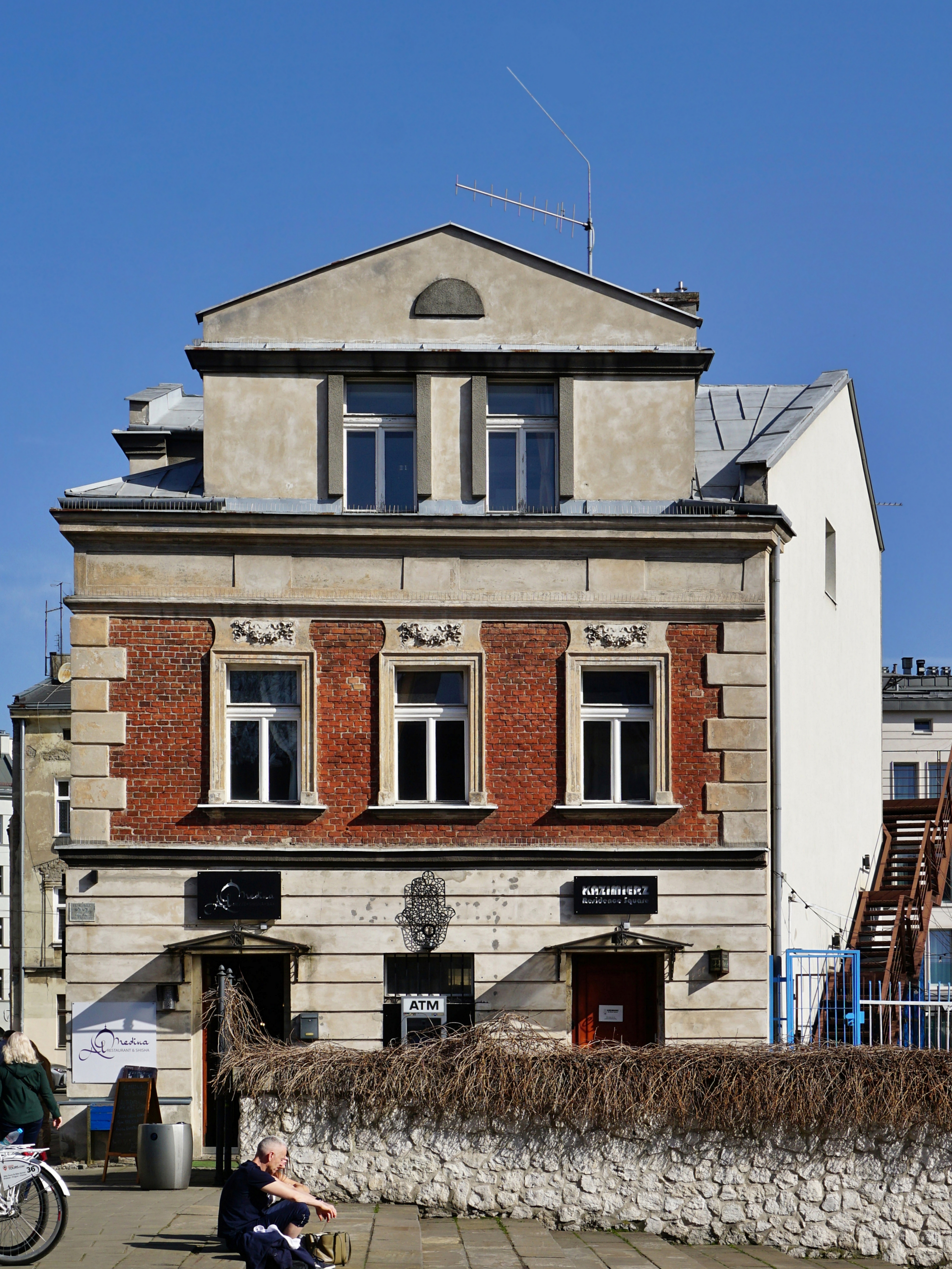
21 Szeroka straat Huurkazerne
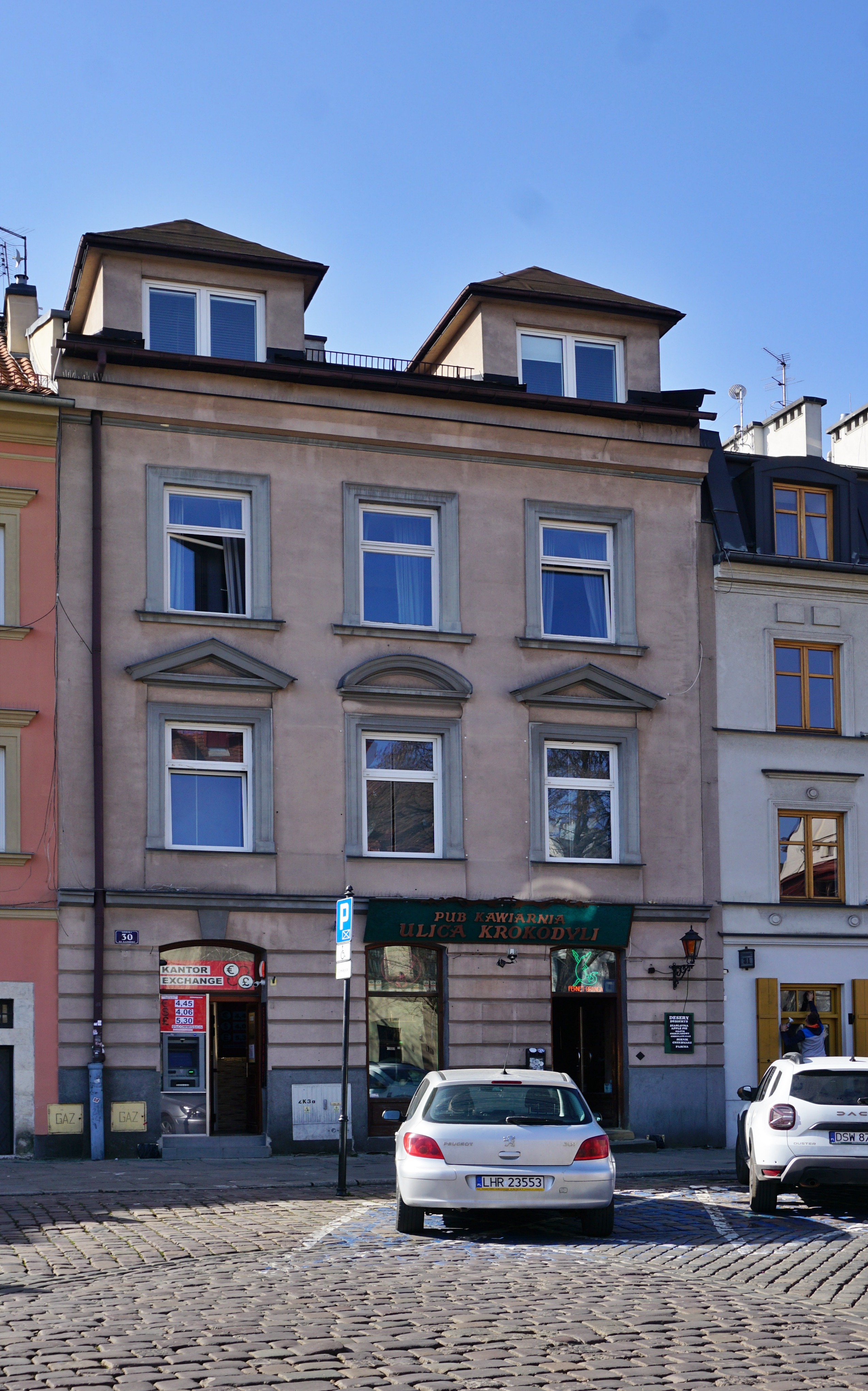
30 Szeroka straat Huurkazerne
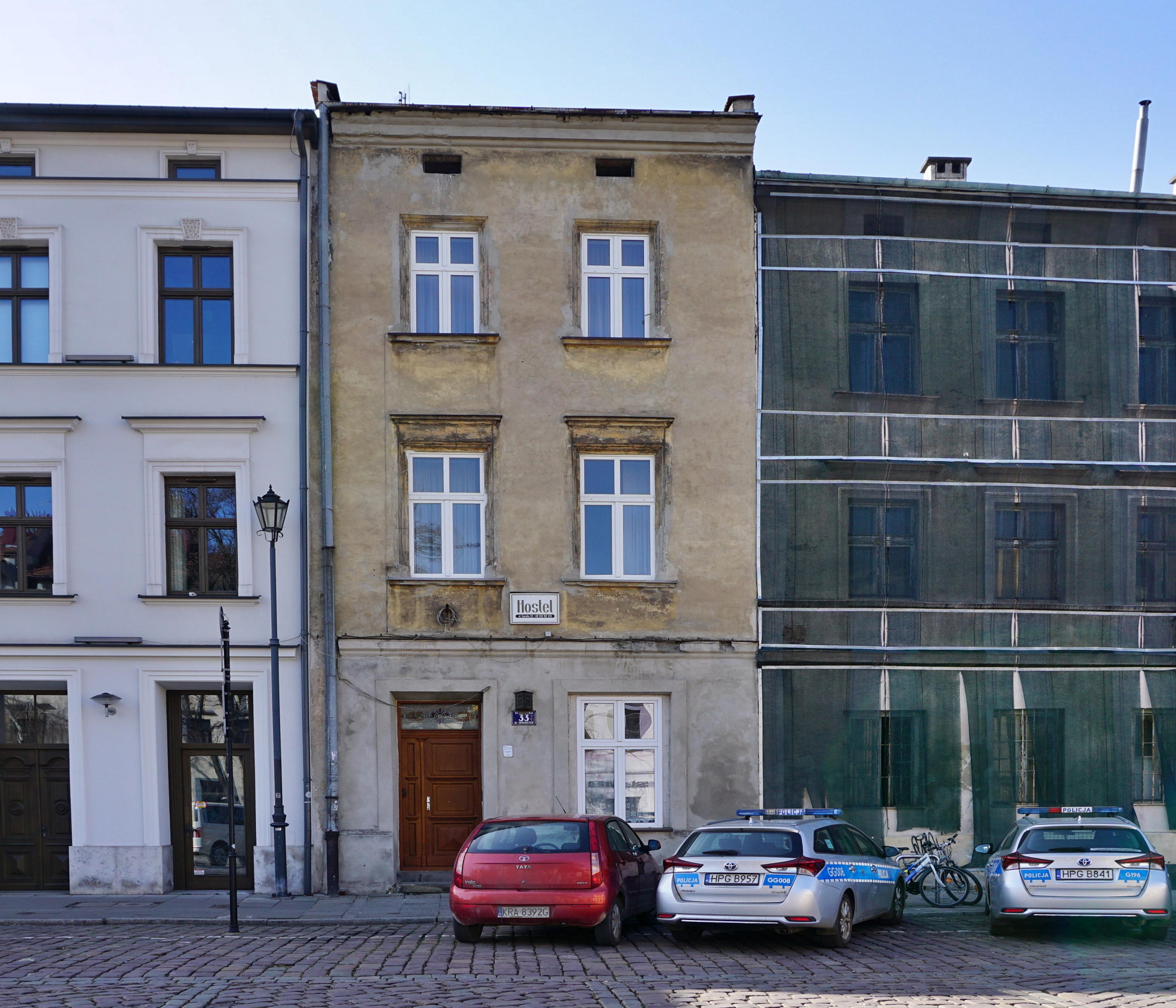
33 Szeroka straat Huurkazerne (1773)
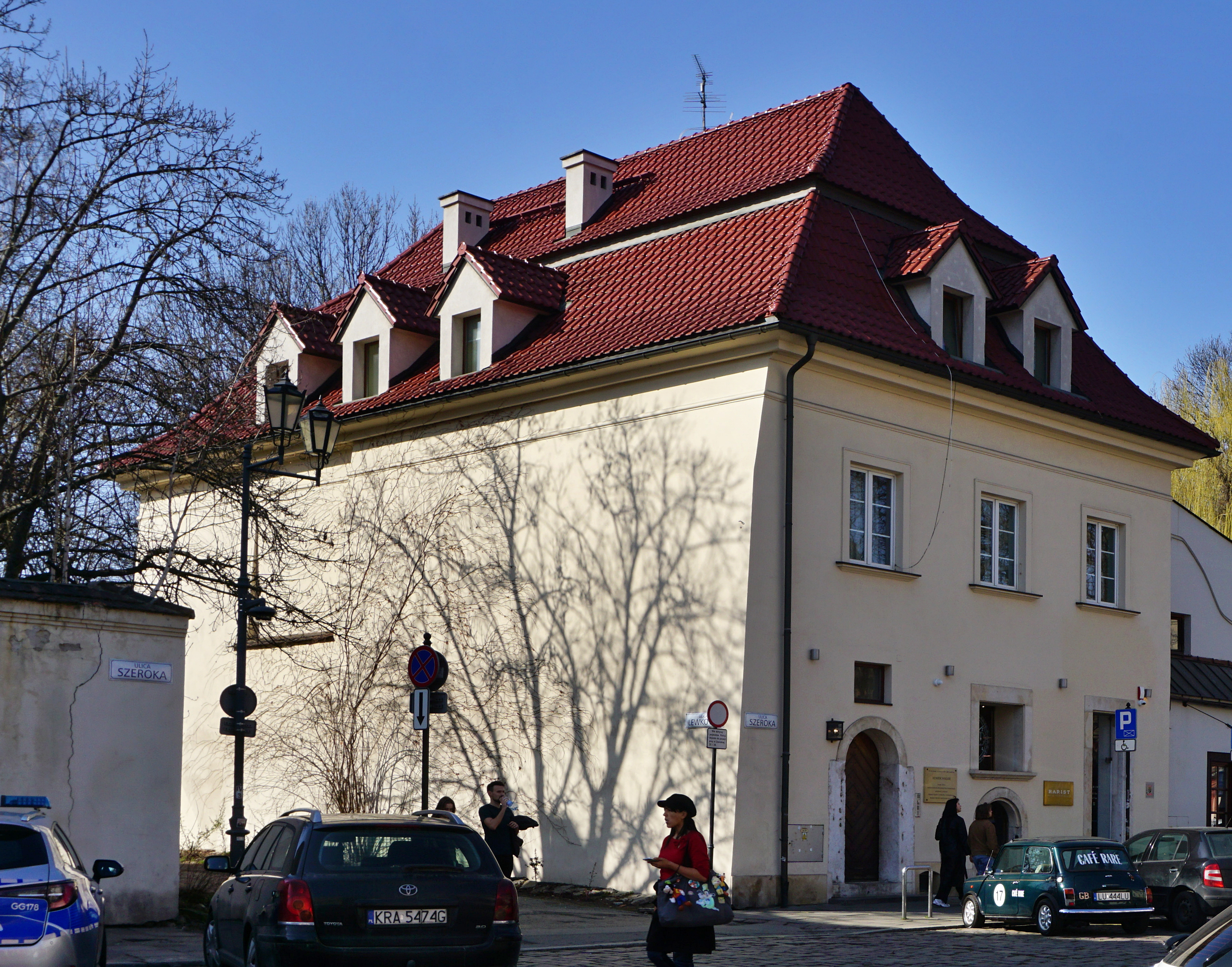
36 Szeroka straat Huurkazerne